# Incredibile (album)
Incredibile è il secondo album in studio del rapper italiano Moreno, pubblicato il 1º aprile 2014 dalla Universal Music Group.

## Descrizione
Composto da 14 tracce, Incredibile vede numerose collaborazioni con artisti vari, tra cui Fiorella Mannoia, Antonio Maggio, Alex Britti, Annalisa, Gué Pequeno e J-Ax. Il 13 marzo 2014 è stata rivelata la lista tracce dell'album e svelato il singolo apripista, intitolato Sempre sarai, in duetto con Fiorella Mannoia e pubblicato il successivo 14 marzo. Il 18 aprile è stato estratto il secondo singolo, Prova microfono, mentre il 18 luglio è stato pubblicato il terzo singolo L'interruttore generale (canzone d'autore), in duetto con Antonio Maggio. La produzione dell'album vede alternarsi Medeline, 2nd Roof, Takagi Beatz e Don Joe.
La versione digitale pubblicata sull'iTunes Store contiene come bonus track il brano Imprenditori Remix, realizzato con Nader.

### Riedizione
Il 17 febbraio 2015 l'album è stato ripubblicato con una nuova copertina dalla Universal Music Group. Rispetto alla versione originaria, la riedizione è caratterizzata da cinque brani inediti, tra cui i singoli Supereroi in San Fransokyo, inserito nella colonna sonora del film Big Hero 6, e Oggi ti parlo così, presentato dal rapper al Festival di Sanremo 2015.

## Tracce

### Edizione del 2014
1. Incredibile – 4:13 (testo: Moreno Donadoni, Fabrizio Tarducci – musica: Rèmi Alain Tobbal, Guillaume Louis Paul Silvestri, Fabrizio Tarducci)
2. Prova microfono – 4:09 (testo: Moreno Donadoni, Fabrizio Tarducci – musica: Rèmi Alain Tobbal, Guillaume Louis Paul Silvestri, Fabrizio Tarducci)
3. Giro tutto il mondo (feat. Alex Britti) – 3:34 (testo: Moreno Donadoni, Alex Britti – musica: Alex Britti, Pietro Miano, Federico Vaccari, Andrea Ferrara)
4. La mia etichetta mi sta stretta – 3:57 (testo: Moreno Donadoni – musica: Alessandro Merli)
5. Nessuno mi può giudicare – 3:10 (testo: Moreno Donadoni – musica: Luigi Florio)
6. Ferire per amare (feat. Annalisa) – 3:26 (testo: Moreno Donadoni, Roberto Casalino – musica: Roberto Casalino, Luigi Florio)
7. Per il mio DJ (Freestyle I) – 3:10 (testo: Moreno Donadoni – musica: Alessandro Merli)
8. Ieri sera – 4:01 (testo: Moreno Donadoni, Fabrizio Tarducci – musica: Rèmi Alain Tobbal, Guillaume Louis Paul Silvestri, Fabrizio Tarducci)
9. Semaforo rosso – 2:26 (testo: Moreno Donadoni, Fabrizio Tarducci – musica: Rèmi Alain Tobbal, Guillaume Louis Paul Silvestri, Fabrizio Tarducci)
10. L'interruttore generale (canzone d'autore) (feat. Antonio Maggio) – 3:02 (testo: Moreno Donadoni, Antonio Maggio – musica: Alessandro Merli, Antonio Maggio)
11. King Kong (Freestyle II) – 1:47 (testo: Moreno Donadoni – musica: Alessandro Merli)
12. Imprenditori (feat. Gué Pequeno) – 4:13 (testo: Moreno Donadoni, Cosimo Fini – musica: Luigi Florio)
13. Col sorriso (feat. J-Ax) – 3:12 (testo: Moreno Donadoni, Alessandro Aleotti – musica: Rèmi Alain Tobbal, Guillaume Louis Paul Silvestri, Alessandro Aleotti)
14. Sempre sarai (feat. Fiorella Mannoia) – 3:13 (testo: Moreno Donadoni, Ermal Meta, Dario Faini – musica: Ermal Meta, Alessandro Merli, Marco Zangirolami, Dario Faini)

Traccia bonus nella versione di iTunes
1. Imprenditori Remix (feat. Nader) – 3:15 (testo: Moreno Donadoni, Michele Mehrnoosh – musica: Pablo Miguel Capalbo Lombroni)

### Riedizione del 2015
1. Incredibile – 4:13 (testo: Moreno Donadoni, Fabrizio Tarducci – musica: Rèmi Alain Tobbal, Guillaume Louis Paul Silvestri, Fabrizio Tarducci)
2. Prova microfono – 4:09 (testo: Moreno Donadoni, Fabrizio Tarducci – musica: Rèmi Alain Tobbal, Guillaume Louis Paul Silvestri, Fabrizio Tarducci)
3. Ricordi – 3:18 (testo: Moreno Donadoni, Giulia Anania e Silvano Albanese – musica: Marta Venturini, Paolo Catoni, Francesco Rigon e Marco Pistella)
4. Oggi ti parlo così – 3:05 (testo: Moreno Donadoni, Roberto Casalino – musica: Massimiliano Dagani, Alessandro Erba, Marco Zangirolami e Roberto Casalino)
5. Sempre sarai (feat. Fiorella Mannoia) – 3:13 (testo: Moreno Donadoni, Ermal Meta, Dario Faini – musica: Ermal Meta, Alessandro Merli, Marco Zangirolami, Dario Faini)
6. Col sorriso (feat. J-Ax) – 3:12 (testo: Moreno Donadoni, Alessandro Aleotti – musica: Rèmi Alain Tobbal, Guillaume Louis Paul Silvestri, Alessandro Aleotti)
7. Supereroi in San Fransokyo (dal film "Big Hero 6") – 3:01 (testo: Moreno Donadoni – musica: Luigi Florio)
8. Semaforo rosso – 2:45 (testo: Moreno Donadoni, Fabrizio Tarducci – musica: Rèmi Alain Tobbal, Guillaume Louis Paul Silvestri, Fabrizio Tarducci)
9. Giro tutto il mondo (feat. Alex Britti) – 3:34 (testo: Moreno Donadoni, Alex Britti – musica: Alex Britti, Pietro Miano, Federico Vaccari, Andrea Ferrara)
10. La mia etichetta mi sta stretta – 3:57 (testo: Moreno Donadoni – musica: Alessandro Merli)
11. Ferire per amare (feat. Annalisa) – 3:26 (testo: Moreno Donadoni, Roberto Casalino – musica: Roberto Casalino, Luigi Florio)
12. Per il mio DJ (Freestyle I) – 3:10 (testo: Moreno Donadoni – musica: Alessandro Merli)
13. Ieri sera – 4:01 (testo: Moreno Donadoni, Fabrizio Tarducci – musica: Rèmi Alain Tobbal, Guillaume Louis Paul Silvestri, Fabrizio Tarducci)
14. Nessuno mi può giudicare – 3:10 (testo: Moreno Donadoni – musica: Luigi Florio)
15. Imprenditori (feat. Gué Pequeno) – 4:13 (testo: Moreno Donadoni, Cosimo Fini – musica: Luigi Florio)
16. King Kong (Freestyle II) – 1:47 (testo: Moreno Donadoni – musica: Alessandro Merli)
17. Next Level – 3:53 (testo: Moreno Donadoni – musica: Alessandro Merli e Fabio Clemente)
18. L'interruttore generale (canzone d'autore) (feat. Antonio Maggio) – 3:02 (testo: Moreno Donadoni, Antonio Maggio – musica: Alessandro Merli, Antonio Maggio)
19. Una carezza in un pugno – 2:53 (testo: Luciano Beretta e Miki Del Prete – musica: Gino Santercole e Ferdinando De Luca) – originariamente interpretata da Adriano Celentano
20. Sempre sarai (feat. Fiorella Mannoia) (Shablo Remix) – 3:08 (testo: Moreno Donadoni, Ermal Meta, Dario Faini – musica: Ermal Meta, Alessandro Merli, Marco Zangirolami, Dario Faini)

Tracce bonus nella versione di iTunes
1. Prova microfono (Deleterio Remix) – 4:23 (testo: Moreno Donadoni, Fabrizio Tarducci – musica: Rèmi Alain Tobbal, Guillaume Louis Paul Silvestri, Fabrizio Tarducci)
2. Ferire per amare (feat. Annalisa) (Alternative Remix) – 3:36 (testo: Moreno Donadoni, Roberto Casalino – musica: Roberto Casalino, Luigi Florio)

## Successo commerciale
L'album ad una settimana dalla pubblicazione ha debuttato alla seconda posizione della Classifica FIMI Album, mantenendo tale posizione anche nella settimana seguente.
Nel mese di novembre 2014, l'album è stato certificato disco d'oro per aver venduto oltre 25 000 copie.

## Classifiche
| Classifica (2014) | Posizione massima |
| ----------------- | ----------------- |
| Italia            | 2                 |